# 眼鏡洞

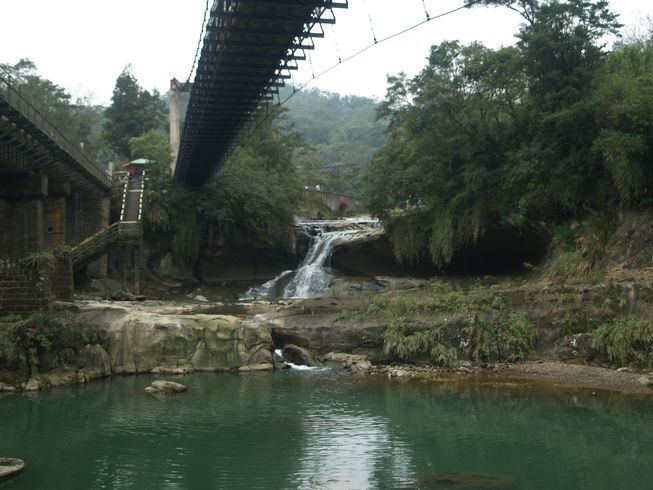
平溪線鐵路、觀瀑吊橋、眼鏡洞瀑布

眼鏡洞位於新北市平溪區新寮里月桃寮溪注入基隆河之處，十分瀑布上游約200公尺觀瀑吊橋基座旁，鐵路平溪線就經過附近，為基隆河上游一著名景點，因岩壁中間有兩個洞而形如眼鏡而得名。眼鏡洞瀑布高6公尺，寬6公尺，為懸谷式的侵蝕型瀑布。其形成原因是因為基隆河的回春作用，導致月桃寮溪河川下切的速度遠不及基隆河，因此產生落差而形成瀑布。又因瀑壁間的岩石較硬，所以當河水衝擊而下時，侵蝕了岩壁中較軟的兩個部份，形成了我們現在看到的那兩個眼鏡洞。

## 交通資訊
- 自行開車：由蔣渭水高速公路（國道5號）下石碇交流道後轉縣道106號（雙青公路）往平溪方向，依指標行駛至里程68.6公里處有一斜岔路進入十分風景區，再步行進入[2]。

- 大眾運輸：[2]
  - 由台北車站搭乘台北捷運板南線至忠孝復興站，轉乘文湖線至木柵站，再轉乘台北客運795線【木柵 - 平溪】至十分遊客中心站。
  - 搭乘台鐵至瑞芳車站，轉乘基隆客運846線【瑞芳 - 平溪】至十分瀑布站下車。
  - 搭乘台鐵至大華車站或是十分車站後步行至十分風景區。

## 外部連結
- 在Youtube上的眼鏡洞影音 （页面存档备份，存于）
- 在Panoramio上的眼鏡洞影像 （页面存档备份，存于）